# Coupe de France de cyclisme sur route 2000
La coupe de France de cyclisme sur route 2000 est la 9e édition de la coupe de France de cyclisme sur route.
La victoire finale est revenue au Français Patrice Halgand de l'équipe française Jean Delatour.
Deux nouvelles épreuves rejoignent la Coupe de France, il s'agit du Circuit de l'Aulne et du Grand Prix de Villers-Cotterêts, tandis que la Côte picarde la quitte, portant donc le nombre d'épreuve 16 contre 15 l'année précédente.

## Résultats
La liste des courses composant la compétition et le podium de chacune d'entre elles sont les suivants :
| 19 fév.  | Tour du Haut-Var                 | Daniele Nardello   | Andrei Kivilev    | Davide Rebellin   |
| 20 fév.  | Classic Haribo                   | Jaan Kirsipuu      | Laurent Brochard  | Romāns Vainšteins |
| 19 mars  | Cholet-Pays de la Loire          | Jens Voigt         | David Moncoutié   | Hendrik Van Dijck |
| 31 mars  | Route Adélie de Vitré            | Laurent Brochard   | Jan Bratkowski    | Oscar Cavagnis    |
| 2 avr.   | Grand Prix de la ville de Rennes | Gordon Fraser      | Marcel Wüst       | Max van Heeswijk  |
| 20 avr.  | Grand Prix de Denain             | Endrio Leoni       | Thor Hushovd      | Leonardo Guidi    |
| 23 avr.  | Tour de Vendée                   | Jaan Kirsipuu      | Jay Sweet         | Ludovic Capelle   |
| 25 avr.  | Paris-Camembert                  | Didier Rous        | Lance Armstrong   | Igor Flores       |
| 30 avr.  | Trophée des grimpeurs            | Patrice Halgand    | Christophe Moreau | Walter Bénéteau   |
| 27 mai   | À travers le Morbihan            | Patrice Halgand    | Sergueï Yakovlev  | Dave Bruylandts   |
| 3 juin   | Classique des Alpes              | José María Jiménez | Fernando Escartín | Lance Armstrong   |
| 12 juin  | Grand Prix de Villers-Cotterêts  | Damien Nazon       | Wim Omloop        | Wim Vansevenant   |
| 21 août  | Circuit de l'Aulne               | Walter Bénéteau    | Patrice Halgand   | Saulius Ruškys    |
| 10 sept. | Grand Prix de Fourmies           | Andrej Hauptman    | Andrea Ferrigato  | Bo Hamburger      |
| 17 sept. | Grand Prix d'Isbergues           | Peter Van Petegem  | Chris Peers       | Frédéric Guesdon  |
| 1 oct.   | Paris–Bourges                    | Laurent Brochard   | Chris Peers       | Bo Hamburger      |

## Classements

### Individuel
Le podium du classement général final est le suivant :
| Classement par points | Classement par points | Classement par points | Classement par points | Classement par points |
| Coureur               | Coureur               | Pays                  | Équipe                | Points                |
| --------------------- | --------------------- | --------------------- | --------------------- | --------------------- |
| 1er                   | Patrice Halgand       | France                | Jean Delatour         | 169 pts               |
| 2e                    | Laurent Brochard      | France                | Jean Delatour         | 161 pts               |
| 3e                    | Jaan Kirsipuu         | Estonie               | AG2R Prévoyance       | 122 pts               |

### Par équipe
L'équipe française Crédit Agricole remporte le classement aux points de la meilleure équipe.